# Naufrages de la Royal Mail Steam Packet Company
La Royal Mail Steam Packet Company est une compagnie maritime britannique qui a existé de 1839 à 1972 (dénommée Royal Mail Lines à partir de sa liquidation puis refondation en 1932) et qui desservait essentiellement les liaisons transatlantiques pour le transport de courrier de la Royal Mail, la poste royale britannique, au départ de l'Angleterre à destination des Caraïbes et de l'Amérique du Sud ainsi que des activités de croisière. Voici une liste des principaux naufrages répertoriés concernant les navires de la compagnie.

## Naufrages civils

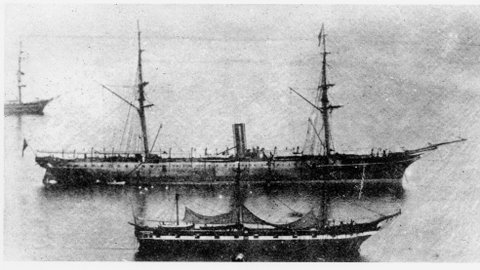
Le Solent (au premier plan) et le Rhone (au second plan) construit en 1865 et coulé lors du cyclone de 1867 à Saint-Thomas

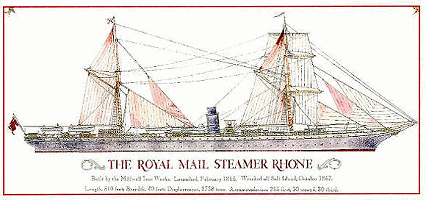
Le Rhone, naufragé à Saint-Thomas en 1867

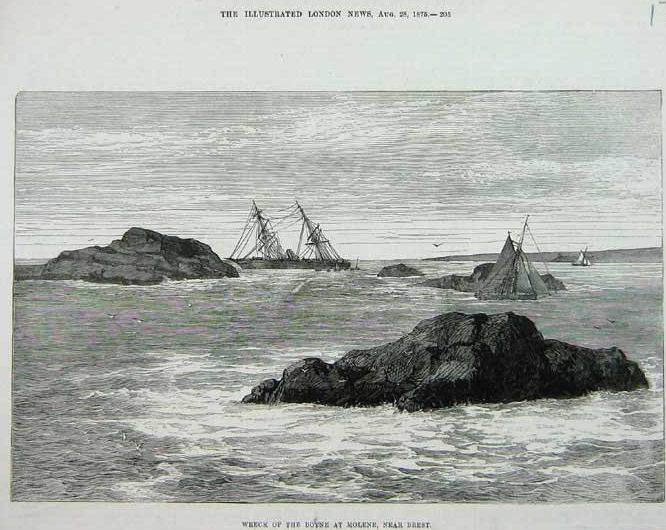
Le naufrage du Boyne au large des îles Molène, près de Brest en 1875 (dessin du London News Illustrated)

En dehors des navires coulés pendant les deux guerres mondiales, on peut compter les naufrages suivants, :
- Medina, coulé le 11 mai 1842 au large des Îles Turks-et-Caïcos après s'être échoué sur un récif de corail; 0 mort.

- Solway, coulé le 8 avril 1843 au large de La Corogne (Espagne) après avoir heurté les récifs de Baldargo; 35 morts sur 133 passagers.

- Actaeon, coulé à Point Canoas, près de Carthagène des Indes (Colombie) à cause de cartes obsolètes.

- Tweed, coulé le 12 février 1847 sur la barrière d'Alacranes au large de Campeche au Yucatan (Mexique); 72 morts sur 151 passagers[3].

- Lee, coulé aux larges des côtes du Belize; 0 mort.

- Forth, coulé le 14 janvier 1849 sur la barrière d'Alacranes au large de Campeche au Yucatan (Mexique); 0 morts[4].

- Demerara, échoué et brisé dans la Rivière Avon, en route pour être équipé.

- Amazon, coulé le 4 janvier 1852 après un incendie lors de son voyage inaugural au large des Iles Sorlingues; 104 morts sur 160 passagers[5]. C'est le dernier navire de la compagnie construit en bois; ils sont tous ensuite construits en acier.

- Avon, coulé au large de Colón.

- Rhone, coulé par le cyclone qui a touché la baie de Saint-Thomas le 29 octobre 1867; 2 navires sur 64 présents dans la baie survécurent[6], [7].

- Wye, coulé par le cyclone qui a touché la baie de Saint-Thomas le 29 octobre 1867[6].

- Derwent, coulé par le cyclone qui a touché la baie de Saint-Thomas le 29 octobre 1867[6].

- Boyne, échoué et coulé sur les rochers de l'île de Molène au large de Brest; 2 morts sur 211 passagers[8].

- Tiber

- Douro, entré en collision au large de l'Espagne le 1er avril 1882 avec le SS Yrurac Bat, steamer espagnol. 59 morts[9].

- Dart

- Guardiana, échoué sur les récifs de Paredes et coulé au large du Brésil le 20 juin 1885.

- Humber, disparu sur la route entre New York et les Caraïbes; 66 passagers.

- Manau, coulé le 21 mai 1906 près de Salvador de Bahia sur le voyage de retour de Rio de Janeiro à Anvers[10].

- Cobequid, ex-Goth (1914), coulé le 13 janvier 1914 dans la baie de Fundy lors de son voyage à destination de Saint-Jean[11].

- Lochmonar, brisé en 2 et coulé le 18 avril 1949[12].

- Magdalena, échoué et coulé le 25 avril 1949 près de Rio de Janeiro lors de son voyage inaugural pour Buenos Aires. Renfloué et vendu pour démolition[13].

## Première Guerre mondiale
Les navires ont été réquisitionnés par la Royal Navy pour servir comme transport de troupes, croiseurs auxiliaires, navires d'escorte ou navire-hôpital durant la Première Guerre mondiale. Plus de 15 ont été coulés essentiellement torpillés par des U-Boot ou des croiseurs,.
- Thames, sabordé volontairement en décembre 1914 pour servir de brise-lames au large de Scapa Flow[15].

- Potaro, capturé le 10 janvier 1915 par le paquebot allemand converti en croiseur auxiliaire SS Kronprinz Wilhelm et utilisé pour capturer d'autres navires. Il est finalement sabordé par son propre équipage le 6 mars 1915[16].

- Tamar, lui aussi capturé par le SS Kronprinz Wilhelm le 24 mars 1915 sur la route de Santos au Havre puis coulé au combat[17].

- Caroni, torpillé par un U-Boot le 7 septembre 1915.

- Oruba, sabordé volontairement en 1915 au large du port de Mudros sur l'île de Lemnos en mer Égée pour servir de brise-lames lors de la bataille des Dardanelles.

- Alcantara I, coulé au combat en mer du Nord dans le détroit de Skagerrak le 29 février 1916 par le SMS Greif, croiseur allemand maquillé en cargo norvégien (72 morts)[18].

- Caribbean, coulé au large du cap Wrath (Écosse) le 27 septembre 1916 (23 morts)[19].

- Radnorshire, capturé et coulé le 7 janvier 1917 à 110 miles des côtes brésiliennes du Pernambouc par le croiseur de commerce allemand SMS Möwe[20].

- Brecknockshire, lui aussi capturé et coulé en février 1917 par le croiseur allemand SMS Möwe lors de son voyage inaugural.

- Drina, torpillé et coulé le 1er mars 1917 au large de Milford Haven par l'U-Boot UC-65 (15 morts)[21].

- Arcadian, torpillé et coulé en moins de 6 minutes le 15 avril 1917 en mer Égée au nord-est de Milos sur la route Thessalonique - Alexandrie par l'UC-74 (277 morts sur 1 335 passagers)[22].

- Tyne, torpillé et coulé le 17 juin 1917 par l'UC-48 au large du cap Lizard[23].

- Aragon, torpillé et coulé le 30 décembre 1917 au large du port d'Alexandrie lors de la campagne de Palestine par l'UC-34 (610 morts sur 2 700 passagers)[24].

- Amazon, torpillé et coulé en moins de 30 minutes le 15 mars 1918 par l'U-52 au large des côtes nord de l'Irlande. Aucune perte.

- Merionetshire, torpillé et coulé le 27 mai 1918.

## Seconde Guerre mondiale
Au cours de la Seconde Guerre mondiale, la compagnie perd plus d'une vingtaine de navires, :
- Lochavon, torpillé et coulé le 14 octobre 1939 par l'U-45 sur la route de Vancouver à Liverpool[26].

- Navasota, torpillé et coulé le 5 décembre 1939.

- Gracie Fields, chasseur de mines, coulé par l'aviation allemande le 29 mai 1940 durant l'évacuation de Dunkerque[27].

- Sambre, torpillé et coulé le 27 juillet 1940 au milieu de l'Atlantique.

- Highland Patriot, torpillé et coulé le 1er octobre 1940 par l'U-38 sur la route de Buenos Aires à Glasgow (3 morts)[28].

- Natya, capturé puis coulé le 8 octobre 1940 par le Thor[29].

- Nictheroy, torpillé et coule le 18 octobre 1940 [30].

- Nalon, coulé par l'aviation allemande le 6 novembre 1940 lors de la Bataille d'Angleterre[31].

- Araby, coulé le 27 décembre 1940 par un U-Boot en Atlantique.

- Nagoya, torpillé et coulé le 4 avril 1941 au large des côtes du Liberia, au sud-ouest de Freetown.

- Culebra, torpillé et coulé le 17 janvier 1942 par l'U-123 sur la route de Liverpool à Kingston après que son convoi ait été pris dans une tempête (45 morts)[32].

- Somme, torpillé et coulé le 18 février 1942 par l'U-108 au large de l'Île de Sable[33].

- Pampas, coulé par le bombardement de la Luftwaffe le 6 novembre 1940 alors qu'il déchargeait sa cargaison au port de Malte.

- Siris, torpillé et coulé le 12 juillet 1942 par l'U-201 au large de Rio de Janeiro (3 morts)[34].

- Lochkatrine, torpillé et coulé le 3 août 1942 au large de Terre-Neuve par l'U-552 (9 morts)[35].

- Sarthe, coulé le 8 octobre 1942 par l'U-68 au large du cap de Bonne-Espérance[36].

- Britanny, torpillé et coulé le 29 octobre 1942 près de Madère par l'U-509 (14 morts)[37].

- Nariva, torpillé et coulé le 17 mars 1943 au sud-ouest du cap Farvel (Groenland) lors du torpillage de son convoi par les U-Boot U-600 et U-91[38].

- Lochgoil, bombardé et coulé le 27 mars 1943 au large de Gibraltar.

- Sabor, torpillé et coulé en 1943 dans l'océan Indien sur la route de Mombasa à Rio de Janeiro.

- Nebraska, torpillé et coulé le 8 avril 1944 au large de l'île de l'Ascension sur la route de Gibraltar à Rio de Janeiro par l'U-843[39].

- Palma, torpillé et coulé le 29 février 1944 au large de Ceylan par l'U-183 (7 morts)[40].